# Розвадовский, Георгий Константинович
Георгий Константинович Розвадовский, псевдоним — Соргонин (1904 год, Иркутск, Российская империя — 1976 год, Варшава, Польша) — юрист, эмигрант, русский поэт и публицист.

## Биография
Родился в 1904 году в Иркутске. После получения юридического образования работал секретарём в Апелляционном суде. Не позднее 1919 г. переехал в Вильну, где стал обучаться в Университете Стефана Батория. При университете основал Кружок студентов русской национальности. В 1926 году основал литературную поэтическую группу «Барка поэтов» (именовавшуюся подобно иркутской литературной группе «Барка поэтов»,  возникшей, однако, уже после оптации Розвадовского в Польшу). Позднее был председателем поэтической группы «Литературное содружество» в Варшаве.
Публиковал статьи в русских эмигрантских газетах «Звено», «За свободу!», «Виленское утро», «Наша жизнь» и «Новая Россия». В 1933 году опубликовал свой первый поэтический сборник «Северное». В 1937 году издал в Вильно очередной сборник «Весна в декабре. Вторая книга стихов». В этом же году участвовал в издании «Антологии русской поэзии в Польше». В 1939 году написал пьесу «Арифметика жизни».
После окончания Второй мировой войны остался в Польше. В 1959 году издал поэтический сборник «Стихи о Польше».
Скончался в 1976 году в Варшаве.

## Источник
- Георгий Соргонин (1904 — ?)
- Георгий Соргонин. «Адриатическая бирюза
- Трушкин В. П. Литературный Иркутск. Иркутск, 1981. С.. 26.
- Лавринец П. Контексты межвоенного творчества Георгия Соргонина // Emigrantica et cetera: К 60-летию Олега Коростелева. М., 2019. С. 394-412.